# Ahmed Musa Jouda
Ahmed Musa Jouda (* 1957) ist ein ehemaliger sudanesischer Langstreckenläufer.

## Leben
1982 gewann er über 10.000 m die Bronzemedaille bei den Leichtathletik-Afrikameisterschaften in Kairo. Über dieselbe Distanz scheiterte er bei den Leichtathletik-Weltmeisterschaften 1983 in Helsinki im Vorlauf.
Bei den Olympischen Spielen 1984 in Los Angeles schied er über 5000 m in der Vorrunde aus und wurde Zehnter über 10.000 m. 
1987 gewann er die Nacht von Borgholzhausen. Im Jahr darauf kam er bei den Olympischen Spielen in Seoul über 10.000 m nicht über den Vorlauf hinaus.

## Persönliche Bestzeiten
- 5000 m: 13:34,13 min, 16. Juli 1985, Nizza
- 10.000 m: 28:20,26 min, 3. August 1984, Los Angeles (sudanesischer Rekord)